# Epepeotes ambigenus
Epepeotes ambigenus là một loài bọ cánh cứng trong họ Cerambycidae.